# 툴슬렝 집단학살 박물관

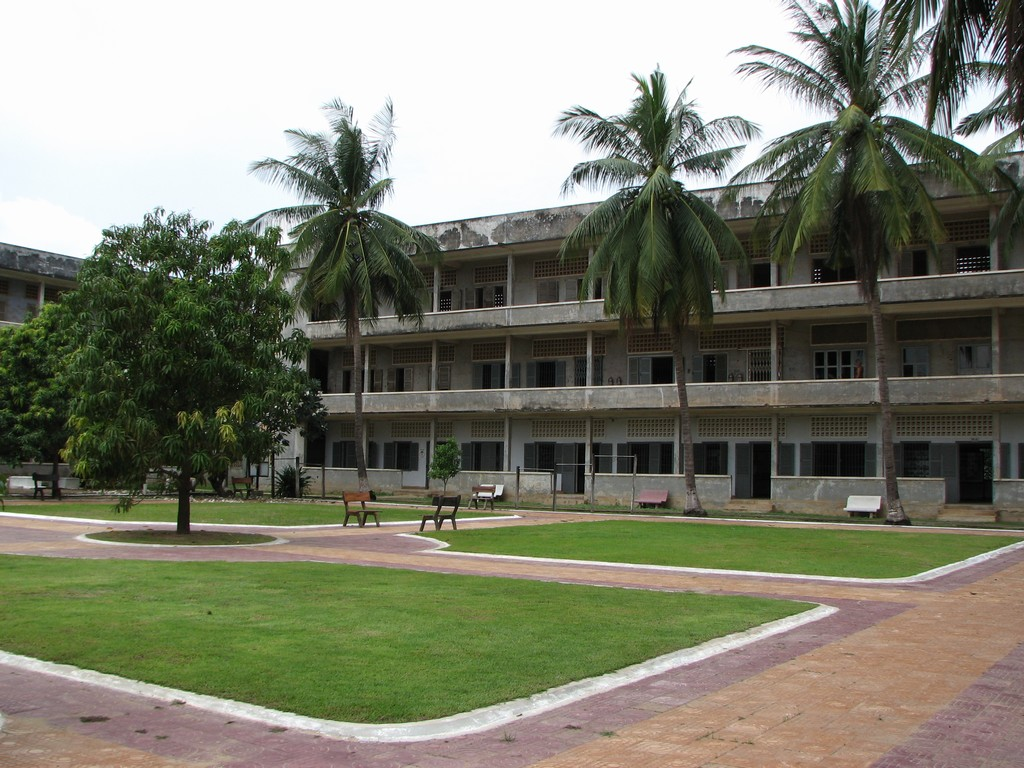
툴슬렝 집단학살 박물관 외부 전경 (2006년)

툴슬렝 집단학살 박물관(크메르어: សារមន្ទីរឧក្រិដ្ឋកម្មប្រល័យពូជសាសន៍ទួលស្លែង)은 캄보디아 집단학살을 기록한 박물관이다. 프놈펜에 위치한 이 장소는 원래 중등학교였으나, 1975년부터 1979년 크메르 루주 정권이 붕괴할 때까지 보안 감옥 21(S-21, 크메르어: មន្ទីរស-២១)로 사용되었다. 1976년부터 1979년까지 약 2만 명이 툴슬렝에 수감되었으며, 이곳은 크메르 루주와 산테발 (평화를 지키는 자)로 알려진 비밀 경찰이 세운 150개에서 196개 사이의 고문 및 처형 센터 중 하나였다. 2010년 7월 26일, 캄보디아 특별재판소(ECCC)는 이 감옥의 책임자였던 캉 켁 이우)를 인도에 반한 죄와 1949년 제네바 협약 중대한 위반 혐의로 유죄 판결하였다. 그는 종신형을 복역하던 중 2020년 9월 2일에 사망했다.

## 역사
크메르 루주의 관심을 끌 만큼 중요한 숙청 희생자들을 수용하기 위해, 노로돔 시아누크 왕의 왕가 조상을 따서 이름 붙여진 이전 툴스바이프레이 고등학교 건물에 새로운 구금 시설이 계획되었다. 단지의 다섯 채 건물은 1976년 3월이나 4월에 감옥과 심문 센터로 전환되었다. 시내의 다른 건물들은 이미 S-21 감옥으로 사용되고 있었다. 크메르 루주는 이 단지를 "보안 감옥 21" (S-21)로 개명하고 수감자들을 위해 감옥을 적응시키는 공사를 시작했다. 건물들은 전기 철조망으로 둘러싸였고, 교실들은 작은 감방과 고문실로 변환되었으며, 모든 창문은 탈출과 자살을 방지하기 위해 철창과 철조망으로 덮였다.
1976년부터 1979년까지 약 20,000명이 툴슬렝에 수감되었으며 (정확한 수는 알려지지 않았다), 언제든지 감옥에는 1,000명에서 1,500명 사이의 수감자가 있었다. 그들은 반복적으로 고문을 당했고 가족과 가까운 관련자의 이름을 말하도록 강요받았으며, 그들 또한 체포되고 고문당하며 살해되었다. S-21 초기 몇 달 동안 희생자 대부분은 이전 론 놀 정권 출신으로 군인, 정부 관리, 학자, 의사, 교사, 학생, 공장 노동자, 승려, 기술자 등이 포함되었다. 이후 당 지도부의 편집증은 자신의 내부로 향했고, 전국적인 숙청은 수천 명의 당 활동가와 그 가족을 툴슬렝으로 데려와 살해했다. 체포된 사람들 중에는 호이 툰, 본 벳, 후 님과 같은 최고위 정치인들도 포함되었다. 이들의 공식적인 체포 이유는 간첩 행위였지만, 이들이 크메르 루주 지도자 폴 포트에게는 자신에 대한 쿠데타의 잠재적 지도자로 여겨졌을 수도 있다. 수감자의 가족들은 때때로 대규모로 심문을 받기 위해 불려 나갔고, 이후 초응 에크 학살 센터에서 처형되었다.
1979년에 감옥은 침략한 베트남 군대에 의해 발견되었다. 1979년과 1980년 사이 어느 시점에 캄푸치아 인민공화국 정부에 의해 크메르 루주 정권의 행위를 기념하는 역사 박물관으로 감옥이 재개관되었다.